# On Time
On Time — дебютний студійний альбом американського хард-рокового гурту Grand Funk Railroad. Альбом, спродюсований Террі Найтом за сприяння провідного інженера звукозапису Кена Хаманна, був записаний в серпні 1969 року на студії Cleveland Recording всього за три дні та тоді ж випущений Capitol Records. Назва On Time вибрана не випадково — це була своєрідна заявка на лідерство в прийдешньому десятиріччі.
Вже в жовтні 1969 року альбом посів 27 місце в національних чартах. Однак, після успіху другого альбому Grand Funk, відомого під назвою The Red Album, On Time в 1970 році неочікувано для багатьох здобув золото — одну з чотирьох нагород по версії RIAA за рекордні продажі записів гурту того року. Два інші альбоми, що отримали золотий статус у 1970 році, були Closer To Home та Live Album.
«Time Machine», перший сингл гурту, ледве пробився у Top-50 в сингл-чартах, досягнувши 48-ї позиції. Мелодія, написана Марком Фарнером, являла собою блюз, урізноманітнений важким бітом. По суті, на успіх претендувала скандальна пісенька, присмачена сексуальними натяками.
Альбом відкривала композиція «Are You Ready», яка ставила питання руба: «Чи готові ви до Grand Funk Railroad?». Мелодія з потужним вокальним дуетом Марка Фарнера і Дона Брюера надалі частенько відкривала концертні програми гурту. Подейкували, що схожість їх голосів вразила Террі Найта й додала йому впевненості — проєкт може стати успішним.
У 2002 році On Time був реконструйований на компакт-диску з бонус-треками. Цей диск увійшов до подарункового набору «Trunk of Funk», виданого обмеженим тиражем. Футляр («Trunk») розрахований на дванадцять оптичних носіїв: крім перших чотирьох, там є місце ще й для решти альбомів, записаних Capitol Records та запланованих до перевидання. До набору також входили пара 3-D окулярів «Shinin' On», гітарний плектр та наклейка, що відтворювала квиток на концерт.

## Список пісень
Всі пісні написав Марк Фарнер.
| Перша сторона | Перша сторона      | Перша сторона |
| #             | Назва              | Тривалість    |
| ------------- | ------------------ | ------------- |
| 1.            | «Are You Ready»    | 3:28          |
| 2.            | «Anybody's Answer» | 5:17          |
| 3.            | «Time Machine»     | 3:45          |
| 4.            | «High on a Horse»  | 2:56          |
| 5.            | «T.N.U.C.»         | 8:42          |

| Друга сторона | Друга сторона         | Друга сторона |
| #             | Назва                 | Тривалість    |
| ------------- | --------------------- | ------------- |
| 6.            | «Into the Sun»        | 6:29          |
| 7.            | «Heartbreaker»        | 6:35          |
| 8.            | «Call Yourself a Man» | 3:05          |
| 9.            | «Can't Be Too Long»   | 6:34          |
| 10.           | «Ups and Downs»       | 5:01          |

| Бонус-треки | Бонус-треки               | Бонус-треки |
| #           | Назва                     | Тривалість  |
| ----------- | ------------------------- | ----------- |
| 9.          | «High on a Horse (Remix)» | 4:25        |
| 10.         | «Heartbreaker (Remix)»    | 6:53        |

## Склад
- Марк Фарнер — гітара, клавішні, губна гармоніка, вокал
- Мел Шахер — бас-гітара
- Дон Брюер — ударні, вокал

## Виробництво
- Terry Knight — продюсер альбому, A Good Knight Production
- Kenneth Hamann — провідний інженер звукозапису, Cleveland Recording
- Баррі Едмондс[en] — автор фотографій для обкладинки альбому

## Цікаве
Ходили чутки, що компанія Capitol Records знищила 30 тис. альбомних конвертів On Time, які не сподобалися Террі Найту — він незадоволений дизайном та обкладинкою. Проте на обкладинці, що таки побачила світ, лишились фото, зроблені Баррі Едмундсом під керівництвом Террі Найта. Продюсер прагнув розвинути індивідуальні образи гурту: Дон Брюер — барабанщик-дикун, Мел Шахер — похмурий задумливий басист, Марк Фарнер — секс-символ гурту.
До альбому увійшли кілька ранніх композицій, що їх Марк Фарнер написав ще з The Pack. Це були пісні «Getting Into The Sun» та «Can't Be Too Long (Faucett)». Назва першої з них в On Time скоротилася до «Into The Sun», друга втратила Faucett — назву однієї з вулиць Флінта, рідного міста музикантів Grand Funk Railroad. Але справжнім хітом виявилася лірична балада «Heartbreaker», написана Фарнером ще як початківцем в гурті «The Bossmen». В подальшому вона завжди лунала зі сцени у живому виконанні та увійшла до всіх альбомів, записаних наживо, починаючи з Live Album (1970) та Live: The 1971 Tour і закінчуючи платівкою Bosnia (1997).

## В інших медіа
Запис пісні «Into the Sun» з'являється в скандальній стрічці «Mondo Daytona: How To Swing on your Spring Vacation», знятій в США навесні 1968 року ще до виходу першої платівки On Time. У цій стрічці використовуються фрагменти документального фільму «Get Down Grand Funk», доступному глядачам тільки на VHS-касетах й знятому значно пізніше — влітку 1970 року.
Трек «Are You Ready» з'являється в короткометражній комедії «Butler's Night Out», яка вийшла на екрани США в 1972 році.
Композиція «Heartbreaker» звучить у фільмі «Pocket Full of Rocks» (Кишеня, повна каміння). Це сьома серія третього сезону телесеріалу «Снігопад», кримінальної драми, що її почали знімати у 2017 році, а закінчили зйомки у квітні 2022 року.

## Чарти
Альбом
| Рік  | Чарт          | Позиція |
| ---- | ------------- | ------- |
| 1969 | Billboard 200 | 27      |
| 1969 | Australia     | 14      |
| 1969 | Canada        | 35      |

Пісні
| Рік  | Пісня        | Чарт              | Позиція |
| ---- | ------------ | ----------------- | ------- |
| 1969 | Time Machine | Billboard Hot 100 | 48      |
| 1969 | Time Machine | Canada            | 43      |
| 1970 | Heartbreaker | Billboard Hot 100 | 72      |
| 1970 | Heartbreaker | Canada            | 58      |